# Carlotta Sacchetti
Pour les articles homonymes, voir Sacchetti.
Carlotta Sacchetti, née en 1862 à Pavie et morte en 1934 à Milan, est une peintre italienne.

## Biographie
Carlotta Sacchetti subit l'influence  de Francesco Filippini et fut une étudiante de longue date de son atelier.
En 1862, elle expose les peintures Giubbiano, près de Varèse, à l'édition LI de l'exposition de la Società Promotrice di Belle Arti à Turin, exposition à laquelle elle est également présente à l'édition LV de 1896 avec les deux peintures Sacrestia di Santa Maria della Passione di Milano et Cascinale di Greco Milanese. En 1906, elle participe à l'exposition annuelle des beaux-arts de Milan avec le tableau Tristia.
Peintre importante de la région de Lombardie du XIXe siècle, elle meurt à Milan en 1934 à l'âge de 71 ou 72 ans.

## Expositions d'art
- LI de l'exposition de la Società Promotrice di Belle Arti à Turin, 1862.
- LV de l'exposition de la Società Promotrice di Belle Arti à Turin, 1896.
- Exposition annuelle des beaux-arts de Milan, 1906[2].

## Peintures
- I fiori per la povera mamma (1905)
- Una visita alla Parocchia (1910)
- Giubbiano, près de Varèse (1862)
- Sacrestia di Santa Maria della Passione di Milano (1896)
- Cascinale di Greco Milanese (1896)
- Tristia (1906)